# EPANET
EPANET (Environmental Protection Agency Network Evaluation Tool) est un logiciel de modélisation des systèmes de distribution d'eau développé par la division de l'approvisionnement et des ressources en eau de l'Agence de protection de l'environnement des États-Unis (EPA). Il est apparu en 1993. EPANET permet d'effectuer des simulations à long terme du comportement hydraulique et de modéliser la qualité de l'eau dans des réseaux sous pression. Il a été conçu pour être « un outil de recherche qui améliore notre compréhension du mouvement et du devenir des constituants de l'eau potable dans les réseaux de distribution »,.
EPANET 2 est disponible à la fois en tant que programme autonome et en tant que boîte à outils open source (Application Programming Interface en C). Son moteur de calcul est utilisé par de nombreuses sociétés de logiciels qui ont développé des progiciels plus puissants, souvent centrés sur les SIG. Le format de fichier d'entrée EPANET « .inp », représente la topologie du réseau, la consommation d'eau et les règles de contrôle.

## Caractéristiques
EPANET fournit un environnement intégré pour éditer les données d'entrée du réseau, exécuter des simulations hydrauliques et de qualité de l'eau, et afficher les résultats sous plusieurs formats. EPANET offre une analyse hydraulique complète et prolongée qui peut gérer des systèmes de toute taille. Le package prend également en charge la simulation de la demande en eau, espacée et temporairement variable, les pompes à vitesse constante ou variable, ainsi que les pertes de charge rencontrés pour les courbures ou les rétrécissements. La modélisation fournit des informations telles que les flux dans les tuyaux, les pressions à chaque nœud, la propagation d'un polluant, la concentration de chlore, le temps de rétention de l'eau, et même l'analyse de scénarios alternatifs. Différents types de vannes y sont modélisés, y compris les vanne d'arrêt, permettant de réguler la pression et de contrôler le débit. L'énergie consommée au cours du pompage est calculée, ainsi que le coût associé.
La fonctionnalité de modélisation de la qualité de l'eau d'EPANET permet aux utilisateurs d'observer le trajet d'un traceur, réactif ou non réactif, qui se propage à travers le réseau au fil du temps. Le package utilise le coefficient de taux de réaction global qui peut être modifié tuyau par tuyau. Les réservoirs de stockage peuvent être modélisés comme étant parfaitement agités, à écoulement piston ou à deux compartiments.
L'éditeur de réseau visuel d'EPANET simplifie la modélisation du réseaux et des canalisations. Ces différents types d'outils de visualisation sont utilisés pour aider à analyser les réseaux, notamment les vues graphiques, les tableaux et les rapports.

## Simulation hydraulique

### Perte de charge dans les segments de conduite
Le moteur hydraulique EPANET calcule les pertes de charge le long des conduites en utilisant l'une des trois relations :
- Formule de Hazen-Williams : utilisée pour modéliser l'ensemble des conditions d'écoulement avec des hypothèses simplificatrices (écoulement turbulent, température d'environ 60 degrés Fahrenheit et viscosité similaire à celle de l'eau)[4] ;
- Formule de Darcy-Weisbach : utilisée pour modéliser un écoulement sous pression avec des hypothèses plus réalistes ;
- Formule de Chezy-Manning : utilisée pour modéliser un écoulement sous pression en utilisant les coefficients de rugosité de Chezy avec l'équation de Manning.

### Courbes de débit des pompes
Dans EPANET, les pompes sont modélisées à l'aide d'une courbe hauteur-débit, qui définit la relation entre la hauteur hydraulique transmise au système par la pompe et le débit transporté celle-ci. Le modèle calcule le débit transporté par la pompe pour une condition limite de hauteur d'eau, donnée sur la base de cette courbe. EPANET peut également modéliser une pompe avec une puissance constante en entrée.

### Solveur hydraulique implémenté sur le réseau
Le solveur hydraulique utilisé par EPANET sur l'ensemble du réseau, applique la « méthode du gradient » proposée pour la première fois par Todini et Pilati. Il s'agit d'une variante de la méthode de Newton-Raphson.

## Simulation de la qualité de l'eau
EPANET est capable de calculer le temps de rétention de l'eau dans le système et de prédire le trajet d'un traceur, réactif ou non. Cette fonction est fréquemment utilisée pour quantifier les résidus de chlore dans les systèmes de distribution d’eau. Les capacités de simulation de la qualité interne de l'eau permettent d'évaluer uniquement la décomposition ou la croissance d'un seul constituant. Cependant, l'extension EPANET-MSX permet de modéliser les interactions entre plusieurs constituants.

## Boîte à outils EPANET
Le moteur de calcul d'EPANET est disponible au téléchargement sous forme de bibliothèque de liens dynamiques distincte, pour être incorporé dans d'autres applications? Le code source d'EPANET 2 est disponible sur le site Web EPANET de l'EPA.
En 2012, la boîte à outils EPANET, écrite en C, a été réécrite en Java dans un style plus orienté objet. Le code en Java est disponible sur GitHub : https://github.com/Baseform/Baseform-Epanet-Java-Library.

## Compatibilité
EPANET utilise un format de fichier binaire, mais inclut également la capacité d'importer et d'exporter des données aux formats dxf, metafile et ASCII. Le format de fichier ASCII d'EPANET est appelé fichier d'entrée et utilise une extension de fichier « .inp ». Le fichier d'entrée peut inclure des données décrivant la topologie du réseau, la consommation d'eau et les règles de contrôle. Il est pris en charge par de nombreux packages de modélisation gratuits et commerciaux.
Bien qu'EPANET soit utilisé comme moteur de calcul pour la plupart des systèmes de distribution d'eau, la plupart des modèles sont développés et maintenus dans des packages de modélisation hydraulique basés sur le moteur de calcul d'EPANET. Certains des principaux packages de modélisation hydraulique sont :
- InfoWorks WS Pro, InfoWater Pro et InfoWater, développés par Innovyze [une société Autodesk]
- Qatium, développé par Qatium
- Eau Fluidit, développée par Fluidit
- Pipe2000, développé par KYPipe, LLC
- MIKE URBAN, développé par DHI
- WaterCAD, WaterGEMS, HAMMER et SewerCAD développés par le groupe Haestad Methods (hydraulique et hydrologie) de Bentley.
- WatDis, développé par Transparent Blue
- Hydronet, Logiciel de calcul pour réseaux sous pression : aqueducs, systèmes de prévention incendie, réseaux de gaz avec interopérabilité BIM via IFC, et SIG via Shapefile développé par Newsoft
- WaterNAM, modèle d'analyse de réseau d'eau, développé par Streamstech Inc. [7]
- Giswater, logiciel open source développé par l'association Giswater [8]
- GISpipe, logiciel facilement utilisable pour l'analyse, la conception et l'exploitation des réseaux de distribution d'eau Intégré au système SIG développé par Jinbosoft [9]
- Urbano Hydra, logiciel d'application AutoCAD/Map3D/Civil3D utilisé pour le calcul hydraulique, l'analyse, la conception et l'exploitation des réseaux de distribution d'eau. Intégré au système SIG et prêt pour les flux de travail BIM développés par la société StudioARS [10]
- GeoSan, logiciel SIG open source pour gérer les conduites d'eau et les consommateurs, développé par NEXUS GeoEngenharia disponible sur www.softwarepublico.gov.br.
- WateNET-CAD développé par Diolkos3D.
- Esurvey Water - développé par { https://www.esurveying.net ], les fichiers de sortie d'EPANET peuvent être utilisés pour générer des dessins finaux LS et présentables.

La plupart de ces applications permettent de gérer plusieurs conditions de demande, des scénarios de planification et diverses méthodes d'intégration. Elles permettent d'utiliser d'autres sources de données qui ne sont pas prises en charge dans EPANET, telles que les SIG. ESurvey Water a été développé pour créer automatiquement des profils longitudinaux et générer des résultats finaux une fois la conception hydraulique terminée.